# Pfauengrund (Weismain)
Der Pfauengrund ist ein kleines, etwa 2,8 km langes linkes Seitental des Weismain-Taltrichters in der Weismain-Alb. Es gehört vollständig zum Gebiet der Stadt Weismain im Landkreis Lichtenfels, in Bayern. Das Tal liegt im nördlichsten Teil der Fränkischen Alb und wird vom kleinen Bach Weiherwiesengraben durchflossen. Das Tal wird vor allem Landwirtschaftlich genutzt, ist jedoch auch bei Wanderern beliebt und liegt vollständig im Naturpark Fränkische Schweiz-Veldensteiner Forst.

## Geographie und Beschreibung
Der Pfauengrund beginnt unmittelbar westlich von Weismain und schneidet auf etwa 325 m ü. NN zwischen Kröttenstein und Kordigast in die Fränkischen Alb ein. In diesem offenen, östlichen Ende befinden sich das Dorf Giechkröttendorf und die Einzelsiedlung Lochhaus. Zunächst verläuft das Tal in nordwestlicher Richtung und biegt bei Oberloch in südwestlicher Richtung ab. Am oberen Ende des Tals, bevor es die Höhe des umgebenden Frankenalbhochplateaus erreicht hat, befindet sich das Einzelgehöft Berghaus. Durch das Tal hindurch führt ein Feld- und Wanderweg mit mehreren Abzweigungen.

## Geologie

### Brauner Jura

Geologischer Aufbau des Pfauengrunds mit benachbartem Kordigast und Kröttenstein (Nordwestansicht)

Das Tal schneidet am unteren, östlichen Ende auf etwa 325 m ü. NN in die Braunjuragesteine des Dogger β. Bis auf den mit Sedimenten verfüllten Talgrund herrschen dem Namen entsprechend braune Gesteins- und Bodenfarben vor, vorwiegend feinkörniger hellbeigefarbener, gelber oder brauner Sandstein oder Erde-Sandstein-Gemische, z. T. limonitisch mit Tonlagen.
Die oberen drei Braunjuraschichten γ, δ und ε bilden zusammen eine etwa 15 m dicke Ornatentonschicht, ansteigend von 402 bis 428 m ü. NN. Sie setzt sich von der steilen Oberkante des Eisensandsteins und dem fast mauerartigen Beginn des Weißjuras als leicht ansteigende, 50–100 m breite terrassenartige Hangstufe ab. Aufgrund der fast vollständigen Bewaldung dieser Stufe tritt sie nicht mehr so deutlich hervor wie in den vergangenen Jahrhunderten, als dort meist Äcker und Wiesen waren. Der Ornatenton hat eine graue Farbe und enthält zahlreiche Kalksteinscherben aus dem darüberliegenden Gestein. Aufgrund der schlechten Aufschlussverhältnisse lässt sich nur gelegentlich eine Dreiteilung der Schicht erkennen. Die untere Gammaschicht, etwa zwei bis drei Meter dick, besteht aus kalkigen Sandsteinbänken und von Sandlinsen durchsetztem Ton. Die mittlere, zwei bis vier Meter mächtige Deltaschicht wird aus Eisenoolithkalken gebildet, bei denen es sich um verhältnismäßig harte, zähe Kalksteinkugeln mit brauner Rinde und bläulichem Kern handelt. Nach Frostsprengung sind sie meist nur noch als Scherben vorhanden. Die verbleibende, knapp zehn Meter dicke Braunjura-ε-Schicht tritt als hellgrauer, steifplastischer, kalkarmer Ton hervor. Im unverwitterten Zustand, unter der Erde, hat er eine halbfeste bis feste Konsistenz und ist lagenweise fossilreich. In allen drei Schichten findet man besonders große Brauneisen-Ooide, die mit bloßem Auge erkennbar sind. Die jüngste Braunjuraschicht ζ wurde im ganzen Obermaingebiet nicht oder nur in verschwindend geringen Resten abgelagert.

### Weißer Jura
Die Hänge des oberen, nordwestlichen Ende des Tals sowie die obersten Hanglagen im südöstlichen Teil s des Tals bestehen aus Riffen des Weißen Juras dar. Die untersten beiden Weißjurastufen α und β bilden im Pfauengrund und im gesamten Weismainer Raum ein einheitliches Stockwerk von gut 25 Metern. Dennoch bestehen sie aus unterschiedlichen Gesteinen. Die Alphaformation, die dort auch Unterer Mergelkalk genannt wird, besteht überwiegend aus Mergeln. Die Betaformation besteht aus feinstkörnigem, glattbrechendem Bankkalkstein. Sie ist reich an Versteinerungen wie Ammoniten, Belemniten, dünnschaligen Muscheln und Calcit-Kristallen, die in Hohlräumen entstehen. Die für die Schicht gebräuchliche Bezeichnung Werkkalk ist im Obermaingebiet jedoch irreführend, da die dortigen Bankkalksteine nicht frostbeständig und daher als Werkstoff nicht geeignet sind. An den Hängen des Pfauengrunds befinden sich die Alpha- und Betastufe in einer Höhe von 410 bis 465 m ü. NN. An den Grenzen der Schicht tritt zudem das Eisenschichtsilikat Glaukonit auf. Oberhalb der bereits abflachenden, aber gut abtrennbaren Betastufe beginnt ab 465 m ü. NN die 25–35 m starke Schicht Weißjura γ, auch als Oberer Mergelkalk bekannt. Diese tonhaltige Mergelschicht steigt sanft bis mäßig an und dient in der Gegend südöstlich der beiden Kordigastgipfel oberhalb der beiden Einzelsiedlungen Berghaus und Oberloch als landwirtschaftliche Nutzfläche. Vereinzelt gibt es in der Formation größere Kalkbänke oder knollige Kalklagen.